# Бенні Гудмен
Бе́нні Ґу́дмен, (англ. Benny Goodman, повне ім'я Бенджамін Девід Ґудмен, Benjamin David Goodman; *30 травня, 1909, Чикаго, шт. Іллінойс, Сполучені Штати Америки— † 13 червня 1986, м. Нью-Йорк, США) — американський джазмен, кларнетист, прозваний «королем свінгу».

## Життєвий і творчий шлях
Народився в Чикаго в родині бідних єврейських емігрантів з Російської імперії, батько Давид Гутман імігрував з Варшави, мати Дора Грізінська — з Ковна. Вчився грати на кларнеті в школі при синагозі Kehelah Jacob і вже в юні роки став віртуозом і виступав у різних колективах. Значний вплив на Бенні справили новоорлеанські музиканти, такі як Джоні Доддс (Johnny Dodds), Леон Ропполо (Leon Roppolo) і Джіммі Нун (Jimmy Noone).
У 1925 році 16-річний Ґудмен долучається до одного з найкращих чиказьких оркестрів — The Ben Pollack Orchestra, в 1926 взяв участь у записах. Через два роки з'являються його перші сольні записи.

### До зеніту слави
У кінці 1920-х виїхав до Нью-Йорка де працював до початку 1930-х, завойовуючи популярність. Грав з відомими колективами Реда Ніколса, Ішема Джонса i Теда Льюїса, а в 1932 році створив власний колектив. У1934 підписав контракт із Columbia Records, того самого року Бенні Ґудмен бере участь у щотижневій радіопрограмі «Затанцюймо» Let's Dance, що вимагала від нього нових творів. Щоб вирішити проблему з наповненням репертуару, Гудмен купує ноти Флетчера Гендерсона. Виконання цих визнаних творів у власній манері, а також солідний творчий доробок самого Бенні Гудмена в середині 1930-х робили його висхідною зіркою, але широку славу приніс йому виступ 21 серпня 1935 року в бальній залі Palomar Ballroom у Лос-Анжелесі. Цю дату часто називають початком ери свінгу.
Успіх Бенні Ґудмена у свінгу порівнюють з успіхом Елвіса Преслі у рок-н-ролі. Обидва популяризували «чорну» музику серед білої молоді. Слід зазначити, що значна кількість творів була виконувана і до Гудмена оркестром Флетчера Гендерсона і Бенні Гудмен публічно висловлював свою вдячність Гендерсону, його оркестр був маловідомим. З іншого боку Ґудмен був не тільки віртуозним виконавцем — він був надзвичайно творчим кларнетистом і новатором джазової епохи, що передувала епосі бібопу.
Гудмен також причетний до поступу расової інтеграції в Америці. На початку 1930-х білі й чорні музиканти не могли разом виступати в більшості клубів чи на концертах через расову дискримінацію, закріплену в правовому кодексі тодішніх США. Однак Бенні Гудмен пішов проти традиції, залучивши до свого тріо чорношкірого піаніста Тедді Вілсона, на ударних грав американець польського походження Джин Крупа. В 1936 до колективу приєднався вібрафоніст Лайонел Гемптон, а в 1940 один з перших електрогітаристів Чарлі Крістіан, який через два роки пізніше помер від туберкульозу. Слава Гудмена була достатньою і він міг собі дозволити відмовитися від гастролей у південних штатах, де його чорношкірих музикантів арештували б через расистські закони.
Упродовж 1930-х років слава Бенні Гудмена зростала. Він виступав спочатку у тріо, пізніше у квартеті, а потім у секстеті. 16 січня 1938 його колектив дав славетний концерт у Карнегі-холі. Проте до середини 1940-х років настала криза популярності біг-бендів, причиною якої були головним чином фінансові труднощі викликані Другою світовою війною. Гудмен продовжував записувати платівки й грав у малих колективах.
14 березня 1942 Бенні Гудмен одружився з Алісою Гаммонд Дакворт (Alice Hammond Duckworth), сестрою свого приятеля Джона Гаммонда, яка народила двох дочок.

### Кінець доби свінгу
В 1950-х роках свінг втрачає популярність. Ґудмен випробував себе в різних жанрах, однак не мав успіху. Проте він випустив альбоми із записами своїх концертів кінця 1930-х років — «Carnegie Hall Jazz Concert» та «Jazz Concert No. 2», які потрапили у хіт-паради, також Гудмен грав на різних міжнародних фестивалях, організовував турне по різних країнах світу.

## Гастролі в СРСР і Києві
У 1962 році було організовано турне Бенні Гудмена в СРСР. Щоправда тут він стикнувся із численними бюрократичними труднощами — радянські політики вимагали участі якомога більше чорношкірих музикантів в оркестрі, радянське керівництво відмовилося сплачувати Гудмену гонорар, значна кількість квитків на його концерти розповсюджувалася тільки серед «перевірених класово-свідомих товаришів».
У рамках турне передбачались виступи в Києві. Спочатку партійне керівництво вирішило запросити Бенні Гудмена до клубу «Київметробуду» й показати майстерність гри молодіжного естрадного ансамблю під керівництвом Володимира Чеплевського. Джазмен на згадку про зустріч подарував музикантам кілька своїх оркестровок з автографом. Після цього Гудмен дав концерт у Палаці спорту, який вміщав до 10 тисяч глядачів.
З перебуванням Бенні Гудмена у Києві пов'язана історія про «золоту флейту». Під час концертів один з американських музикантів захворів і Гудмен терміново почав шукати заміну серед київських виконавців. Ним мав бути не тільки професіонал, але і знавець репертуару Бенні Гудмена. Таким виявився Григорій Федькін, музикант одного з київських оркестрів, який мешкав в Ірпені. Гудмен лишився дуже задоволений його грою і після концерту подарував йому (за іншим варіантом надіслав із США) «золоту флейту» — кларнет із позолоченими клапанами. На прикінці свого життя український музикант змушений був продати кларнет, щоб на отримані гроші збудувати невеликий будинок в Ірпені.

## Останні роки життя
У 1960-х — 80-х роках Бенні Гудмен продовжував виступати переважно з маленькими колективами до 1986 року, коли далися взнаки проблеми із здоров'ям. Помер Бенні Гудмен у 1986 році в Нью-Йорку, похований на цвинтарі Long Ridge у Стемфорді, штат Коннектикут.

## Дискографія
- A Jazz Holiday (1928, Decca)
- Benny Goodman and the Giants of Swing (1929, Prestige)
- BG and Big Tea in NYC (1929, GRP)
- Swinging '34 Vols. 1 & 2 (1934, Melodean)
- Sing, Sing, Sing (1935, Bluebird)
- The Birth of Swing (1935, Bluebird)
- Original Benny Goodman Trio and Quartet Sessions, Vol. 1: After You've Gone (1935, Bluebird)
- Stomping at the Savoy (1935, Bluebird)
- Air Play (1936, Doctor Jazz)
- Roll 'Em, Vol. 1 (1937, Columbia)
- Roll 'Em, Vol. 2 (1937, CBS)
- From Spirituals to Swing (1938, Vanguard)
- Carnegie Hall Jazz Concert (1938, Columbia)
- Carnegie Hall Concert Vols. 1, 2, & 3 (Live) (1938, Columbia)
- Ciribiribin (Live) (1939, Giants of Jazz)
- Swingin' Down the Lane (Live) (1939, Giants of Jazz)
- Featuring Charlie Christian (1939, Columbia)
- Eddie Sauter Arrangements (1940, Columbia)
- Swing Into Spring (1941, Columbia)
- Undercurrent Blues (1947, Blue Note)
- Swedish Pastry (1948, Dragon)
- Sextet (1950, Columbia)
- BG in Hi-fi (1954, Capitol)
- Peggy Lee Sings with Benny Goodman (1957, Harmony)
- Benny in Brussels Vols. 1 & 2 (1958, Columbia)
- In Stockholm 1959 (1959, Phontastic)
- The Benny Goodman Treasure Chest (1959, MGM)
- The King Swings Star Line
- Pure Gold (1992)
- 1935-1938 (1998)
- Portrait of Benny Goodman (Portrait Series) (1998)
- Carnegie Hall Jazz Concert '38 (1998)
- Bill Dodge All-star Recording (1999)
- 1941-1955 His Orchestra and His (1999)
- Live at Carnegie Hall (1999)